# Oxira fibulata
Oxira fibulata là một loài bướm đêm trong họ Noctuidae.